# Municipio de St. Thomas (Pensilvania)
El municipio de St. Thomas (en inglés: St. Thomas Township) es un municipio ubicado en el condado de Franklin en el estado estadounidense de Pensilvania. En el año 2000 tenía una población de 5.775 habitantes y una densidad poblacional de 43.1 personas por km².

## Geografía
El municipio de St. Thomas se encuentra ubicado en las coordenadas 39°54′40″N 77°49′08″O / 39.91111, -77.81889.

## Demografía
Según la Oficina del Censo en 2000 los ingresos medios por hogar en la localidad eran de $39,980 y los ingresos medios por familia eran de $43,245. Los hombres tenían unos ingresos medios de $30,426 frente a los $21,778 para las mujeres. La renta per cápita de la localidad era de $17,615. Alrededor del 6,7% de la población estaba por debajo del umbral de pobreza.